# Răjenovo, Haskovo
Răjenovo (în bulgară Ръженово) este un sat în comuna Madjarovo, regiunea Haskovo,  Bulgaria. 

## Demografie
Componența etnică a satului Răjenovo
     Turci (89,36%)
     Bulgari (7,44%)
     Nicio identificare (3,19%)
     Altele (0%)
La recensământul din 2011, populația satului Răjenovo era de 94 locuitori. Din punct de vedere etnic, majoritatea locuitorilor (89,36%) erau turci, cu o minoritate de bulgari (7,44%). Pentru 3,19% din locuitori nu este cunoscută apartenența etnică.